# Temple of the King
«Temple of the King» — пісня гурту Rainbow з альбому Ritchie Blackmore's Rainbow (1975). Автори: Ронні Джеймс Діо, Річі Блекмор
Назва групи, за словами Блекмора, виникла коли вони з Діо випивали в лос-анджелеському барі «Rainbow Bar & Grill». Діо запитав Блекмора, як буде називатися група. Блекмор просто вказав на вивіску: «Rainbow».
Альбом, записаний в лютому-березні, вийшов у серпні 1975 року під назвою Ritchie Blackmore's Rainbow. Він зайняв 11-е місце в Британії і 30-е — в США.
Перший концерт повинен був відбутися 5 листопада 1975 року в філадельфійському залі «Syria Mosque», але його довелося перенести: з'ясувалося, що електрична веселка не готова. Турне почалося 10 листопада в Монреалі, в залі «Forum Concert Bowl». Шоу відкривалося піснею «Temple of the King». До кінця американського туру «Temple of the King» була виключена з репертуару і лише з 1995 року нова «Веселка» стала грати її майже на всіх концертах.

## Кавери
- Пісня «Temple of the King» звучить українською мовою в альбомі «60/70» гурту «Кам'яний Гість» та має назву «Храм короля».